# Екатерина Карадакова
Екатерина Карадакова (на гръцки: Αικατερίνη Καραδάκη) e гръцка революционерка, деятелка на Гръцката въоръжена пропаганда.

## Биография
Родена е във воденското село Саракиново в 1848 година. Семейството ѝ е гъркоманско, като и съпругът ѝ и децата ѝ са дейци на гръцката въоръжена пропаганда. Домът ѝ става тайна квартира на гръцките четници и легални дейци заплашени от арестуване, в която те се укриват и лекуват. Карадакова пренася провизии и информация за гръците чети. Под предлог, че доставя фураж, в торби с ечемик и бали със сено носи оръжие от гръцкия център Бахово. След влизането на гръцките войски във Воденско в 1912 година, лидерът на гръцката пропаганда Константинос Мазаракис я посещава специално, целува ѝ ръка и ѝ предлага три златни лири, като номирира и сина ѝ за кмет на селото.